# Thomasomys taczanowskii
Thomasomys taczanowskii é uma espécie de roedor da família Cricetidae.
Apenas pode ser encontrada no Peru.